# نینا ریچی
نینا ریچی (انگلیسی: Nina Ricci) شرکت کالای لوکس فرانسوی است، که در زمینه طراحی و تولید لوازم آرایشی، لوازم مد و انواع پوشاک آماده فعالیت می‌نماید.
شرکت نینا ریچی در سال ۱۹۳۲ توسط طراح مد فرانسوی؛ نینا ریچی تأسیس شد و هم‌اکنون از برندهای متعلق به گروه پویگ می‌باشد. دفتر مرکزی این شرکت در شهر پاریس قرار دارد.